# Bliss (film, 1985)
Pour les articles homonymes, voir Bliss.
Pour plus de détails, voir Fiche technique et Distribution.
Bliss est un film australien réalisé par Ray Lawrence, sorti en 1985.
C'est l'adaptation du roman du même nom de Peter Carey, paru en français sous le tire Le Chemin du Paradis.

## Fiche technique
- Titre français : Bliss
- Réalisation : Ray Lawrence
- Scénario : Ray Lawrence et Peter Carey
- Direction artistique : Owen Paterson
- Costumes : Helen Hooper
- Photographie : Paul Murphy
- Montage : Wayne LeClos
- Musique : Peter Best
- Pays d'origine : Australie
- Format : Couleurs - 35 mm - 1,85:1 - Mono
- Genre : comédie dramatique
- Durée : 112 minutes
- Dates de sortie :
  - France : mai 1985 (Festival de Cannes 1985)
  - Australie : 19 septembre 1985

## Distribution
- Barry Otto : Harry, le mari
- Lynette Curran : Bettina, la femme
- Helen Jones (en) : Honey Barbara, la prostituée
- Miles Buchanan : David, le fils
- Gia Carides : Lucy, la fille
- Tim Robertson : Alex Duval
- Jeff Truman : Joel
- Bryan Marshall : Adrian Clunes
- Jon Ewing : Aldo
- Kerry Walker : Alice Dalton
- Paul Chubb : révérend Des

## Distinctions

### Récompenses
- Australian Film Institute Awards 1985 : meilleur film, meilleur réalisateur et meilleur scénario original

### Sélection
- Festival de Cannes 1985 : sélection en compétition officielle